# Dobre (województwo zachodniopomorskie)
Dobre (do 1945 niem. Todenhagen) – wieś w Polsce, położona w województwie zachodniopomorskim, w powiecie koszalińskim, w gminie Będzino. 
W latach 1975–1998 wieś położona była w województwie koszalińskim.

## Integralne części wsi
| SIMC    | Nazwa      | Rodzaj |
| ------- | ---------- | ------ |
| 0302333 | Dobre Małe | osada  |
| 0302340 | Stoisław   | osada  |
| 0302356 | Świercz    | osada  |

## Historia
Wieś pierwszy raz wzmiankowana w XVIII w. Pierwotnie należała do trzech rodzin: Heydebreck, Schmelingów i Froreichów, dopiero po 1945 trzy kolonie połączyły się w jedną wieś. Do czasów współczesnych zachował się murowany dwór z drugiej poł. XIX w., przebudowany w latach 70. XX wieku.